# Sự cân bằng yếu tố Sản xuất - Giá cả
Sự cân bằng yếu tố Sản xuất - Giá cả hay Điều hòa giá cả yếu tố sản xuất là một lý thuyết kinh tế được Paul A. Samuelson (1948) đưa ra, cho rằng giá cả của các yếu tố sản xuất giống nhau, chẳng hạn như mức lương hoặc tiền thuê vốn, sẽ được điều hòa ngang bằng giữa các quốc gia do thương mại quốc tế hàng hóa. Lý thuyết này giả định rằng có hai loại hàng hóa và hai yếu tố sản xuất, chẳng hạn như vốn và lao động. Các giả định quan trọng khác của lý thuyết là mỗi quốc gia đều phải đối mặt với cùng mức giá hàng hóa, do thương mại hàng hóa tự do, sử dụng cùng một công nghệ để sản xuất và sản xuất cả hai loại hàng hóa. Điều quan trọng là những giả định này dẫn đến việc giá cả yếu tố được điều hòa ngang bằng giữa các quốc gia mà không cần di chuyển yếu tố, chẳng hạn như di cư lao động hoặc dòng vốn.
Một tóm tắt đơn giản về lý thuyết này là khi giá cả của hàng hóa đầu ra được điều hòa ngang bằng giữa các quốc gia khi họ chuyển sang thương mại tự do, thì giá cả của các yếu tố (vốn và lao động) cũng sẽ được điều hòa ngang bằng giữa các quốc gia.
Yếu tố nào nhận được giá thấp nhất trước khi hai quốc gia tích hợp kinh tế và thực sự trở thành một thị trường sẽ có xu hướng trở nên đắt hơn so với các yếu tố khác trong nền kinh tế, trong khi những yếu tố có giá cao nhất sẽ có xu hướng trở nên rẻ hơn.
Trong một thị trường cạnh tranh hoàn hảo, lợi nhuận cho một yếu tố sản xuất phụ thuộc vào giá trị của năng suất biên của nó. Năng suất biên của một yếu tố, như lao động, phụ thuộc vào lượng lao động đang được sử dụng cũng như lượng vốn. Khi lượng lao động tăng trong một ngành, năng suất biên của lao động sẽ giảm. Khi lượng vốn tăng, năng suất biên của lao động sẽ tăng. Cuối cùng, giá trị của năng suất phụ thuộc vào giá đầu ra của hàng hóa trên thị trường.
Một ví dụ thường được trích dẫn về điều hòa giá cả yếu tố là tiền lương. Khi hai quốc gia ký kết hiệp định thương mại tự do, mức lương cho các công việc tương tự ở cả hai quốc gia có xu hướng gần ngang bằng nhau.
Kết quả này lần đầu tiên được chứng minh bằng toán học như một kết quả của các giả định của mô hình Heckscher–Ohlin.
Nói một cách đơn giản, lý thuyết cho rằng khi giá cả của hàng hóa đầu ra được điều hòa ngang bằng giữa các quốc gia khi họ chuyển sang thương mại tự do, thì giá cả của các yếu tố đầu vào (vốn và lao động) cũng sẽ được điều hòa ngang bằng giữa các quốc gia.
Lý thuyết này được Abba Lerner khám phá độc lập vào năm 1933 nhưng được công bố muộn hơn vào năm 1952. "Biểu đồ Lerner" vẫn là một công cụ phân tích quan trọng trong giảng dạy lý thuyết thương mại quốc tế.